# ایندورکانی اوپازیلا
ایندورکانی اوپازیلا (به لاتین: Indurkani Upazila) یک منطقهٔ مسکونی در بنگلادش است که در ناحیه پیروج‌پور واقع شده‌است.